# Dubbele afgeknotte piramide
Een dubbele afgeknotte piramide is een ruimtelijke figuur, die uit twee afgeknotte piramides bestaat met een gemeenschappelijk grondvlak, die tegenover elkaar zijn geplaatst.

## Vormen
- driehoekige dubbele afgeknotte piramide: 6 gelijkbenige trapeziums en 2 gelijkzijdige driehoeken
- vierkante dubbele afgeknotte piramide: 8 gelijkbenige trapeziums en 2 vierkanten
- pentagonale dubbele afgeknotte piramide: 10 gelijkbenige trapeziums en 2 regelmatige vijfhoeken
- hexagonale dubbele afgeknotte piramide: 12 gelijkbenige trapeziums en 2 regelmatige zeshoeken
- {\displaystyle n}-gonale dubbele afgeknotte piramide: {\displaystyle 2n} trapezoïdes en 2 regelmatige {\displaystyle n}-hoeken